# 옥동초등학교 (충북)
옥동초등학교는 대한민국 충청북도 진천군에 있는 초등학교다.

## 학교 연혁
- 1922.12.22. 옥동공립보통학교 개교 (충청북도 진천군 덕산면 인석로 381 / 옥동리 359-2)
- 1948.04.01. 한천국민학교로 2학급 이관
- 1968.03.01. 매산국민학교로 3학급 이관
- 1971.03.01. 두촌국민학교로 4학급 이관
- 1981.03.01. 병설유치원 개원
- 1996.03.01. 옥동초등학교로 개칭
- 1997.12.10. 후관교사 개축
- 2003.12.16. 옥동디지털 도서관 개관
- 2013.09.01. 제31대 배연자 교장 부임
- 2014.02.19. 제90회 10명 졸업(누계 6,552명)
- 2014.03.01. 학교폭력예방선도학교(1년)
- 2014.10.13. 충북혁신도시(현 위치)로 신축 교사 이전